# 芝加哥和西北運輸公司
芝加哥和西北運輸公司（英語：Chicago and North Western Transportation Company，缩写：CNW）是美国中西部曾經存在的一家一級鐵路公司，簡稱為“西北鐵路”。在20世紀初，擁有約5,000英里（8,000公里）的路軌，1970年代，全路共長12,000英里（19,000公里）。1859年成立，原名“芝加哥和西北鐵路”，1972年，公司售予其員工後改稱芝加哥和西北運輸公司。在其歷史上曾收購多家鐵路公司如芝加哥和大西部鐵路，明尼蘇達和聖路易斯鐵路等，使之一度成為全美國最大的鐵路公司。1970年代開始，西北鐵路開始放棄和出售冗余線路，至1995年，只剩約5,000英里的線路。大部分放棄和出售的線路為艾奧瓦州，伊利諾伊州，明尼蘇達州，南達科他州和威斯康星州的低運量農用鐵路支線。同時，西北鐵路亦向達科他，明尼蘇達和東方鐵路等私鐵商出售部分主線路段。1995年4月，公司被联合太平洋铁路收购後停止存在。

## 历史
芝加哥和西北铁路特許成立于1859年6月7日。成立前5日，西北鐵路就購買了當時破產的“芝加哥，聖保羅和豐迪拉克鐵路”鐵路。1864年2月15日，西北鐵路与一家成立於1836年1月16日的私鐵商“加納利和芝加哥聯合鐵路”合併（Galena and Chicago Union Railroad）合并。因為加納利和芝加哥聯合鐵路於1848年12月開通，豐迪拉克鐵路於1855年3月開通，因此加納利和芝加哥聯合鐵路被認為是西北鐵路的最早的源頭。
1882年起，西北鐵路開始擁有“芝加哥，聖保羅，明尼阿波利斯和奧馬哈鐵路”（簡稱“奧馬哈鐵路”）的主要股權，控制了該公司。1957年1月1日，西北鐵路正式租賃了奧馬哈鐵路，1972年兩家鐵路公司合併。奧馬哈鐵路的主線從威斯康星州埃爾羅伊和西北鐵路接軌，東向至明尼阿波利斯/聖保羅，西至艾奧瓦州蘇城並最終至終點站內布拉斯加州奧馬哈。

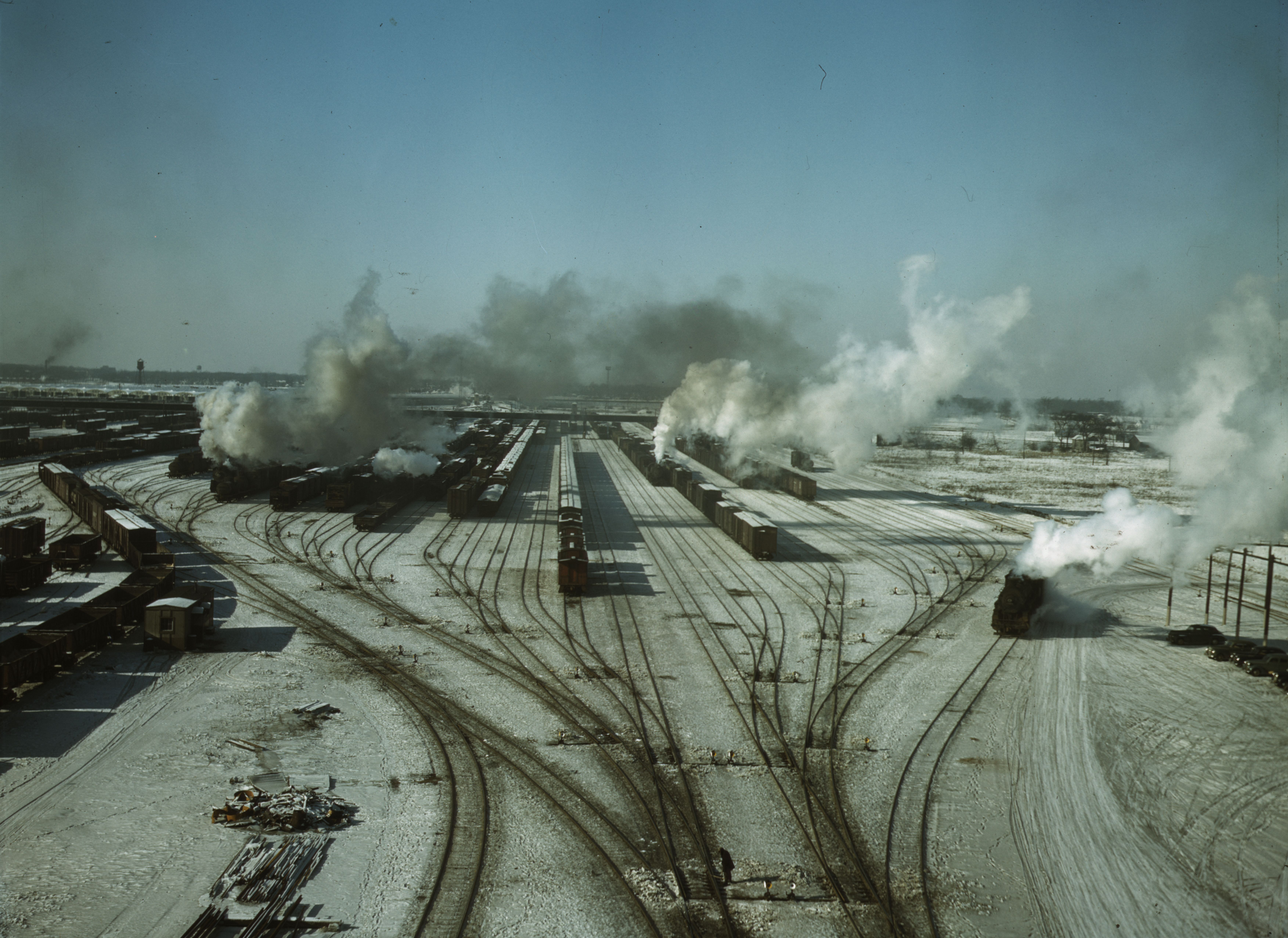
西北鐵路芝加哥調車場，攝於1942年12月

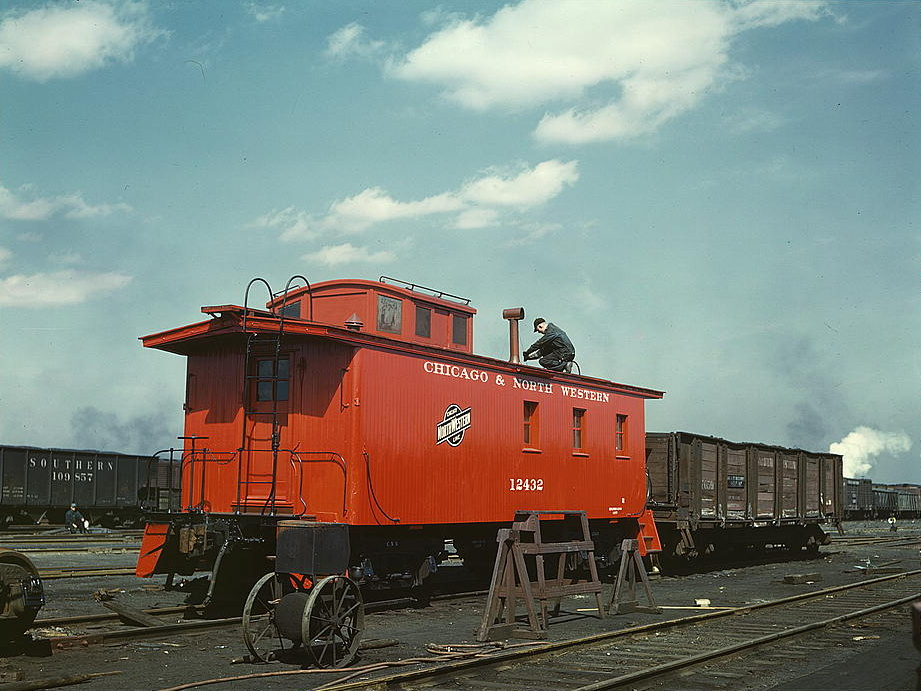
西北鐵路守車正在芝加哥附屬調車場維修，攝於1943年4月

在隨後的年頭中，芝加哥和西北鐵路兼併了一系列小鐵路公司，以不斷完善其系統。其於1958年1月1日收購“利奇菲爾德和曼迪遜鐵路”。該鐵路溝通東聖路易斯和伊利諾伊州利奇菲爾德，全長44英里（71公里）。1968年7月30日，西北鐵路合併了兩家城際鐵路公司：“德梅因和中艾奧瓦鐵路”（DM&CI），全長36英里（58公里），以及“道奇堡，德梅因和南方鐵路”（FDDM&S），全長 110英里（180公里）。德梅因和中央鐵路聯結“凡世通輪胎（Firestone）”在德梅因的工廠，而道奇堡，德梅因和南方鐵路則聯結了道奇堡的石膏礦。
1960年11月1日，西北鐵路購買了“明尼阿波利斯和聖保羅鐵路”，但其線路儘從明尼阿波利斯至皮奧里亞。西北鐵路獲得了約1500英里（2400公里）長的線路，此外還獲得了該公司的新車輛。從此該線路西北鐵路再無其他競爭者。
1968年7月1日，“芝加哥大西部鐵路”併入西北鐵路，為其帶來1,500英里（2,400公里）的線路。該鐵路從芝加哥向西至艾奧瓦州的奧爾溫，並在此分出數條線路前往明尼阿波利斯－聖保羅，奧馬哈和堪薩斯城。此外從明尼蘇達州的海菲德至艾奧瓦州的克拉里昂之間亦有一條聯絡線路。芝加哥大西部鐵路為西北鐵路提供了第二條前往明尼阿波利斯和聖保羅的線路，但是該線路要長的多。此外，該線路亦提供了前往堪薩斯城的線路，並進一步的確保了西北鐵路的市場地位。1970年，西北鐵路曾有計劃和密爾沃基鐵路合併，但不久後計劃擱淺，隨即公司總裁本傑明·海涅曼（亦是“西北工業”的總裁）於1972年將公司售予其全體員工，成為員工持股公司，“員工持股”的字樣一度出現在公司標誌上。

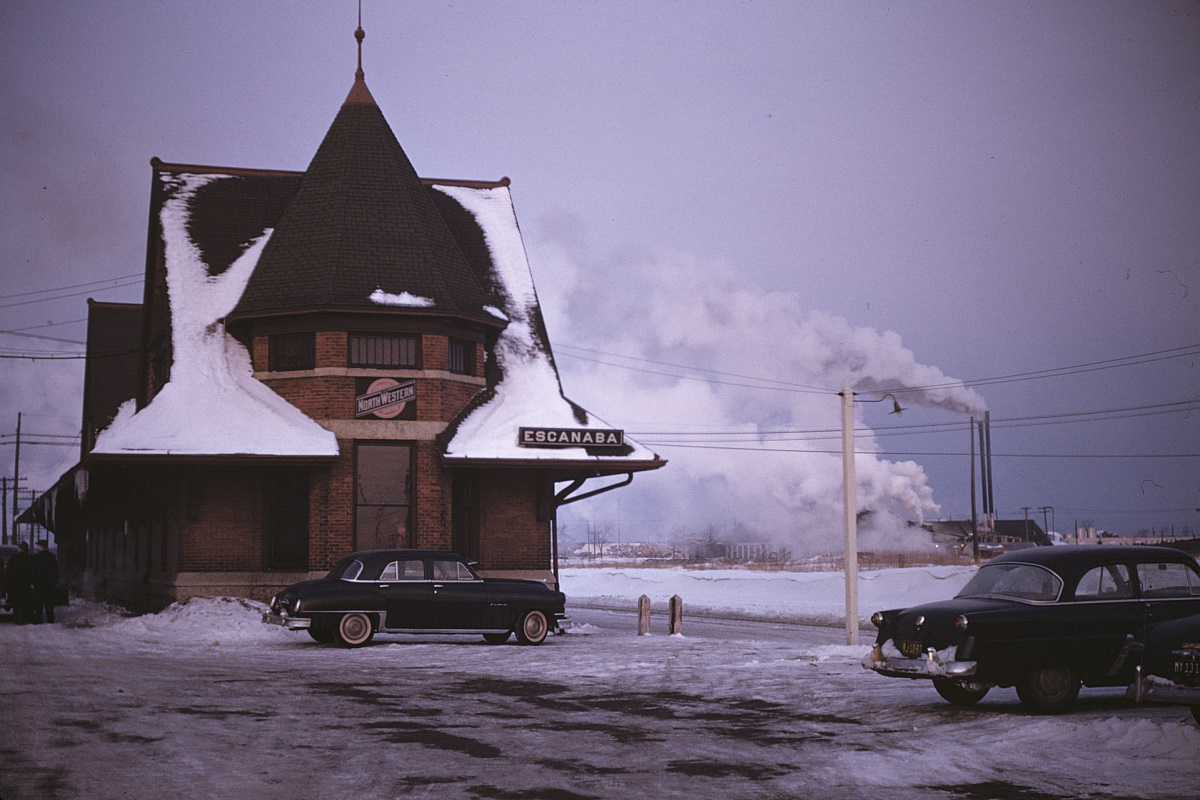
密歇根州埃斯卡納巴的西北車站，攝於1953

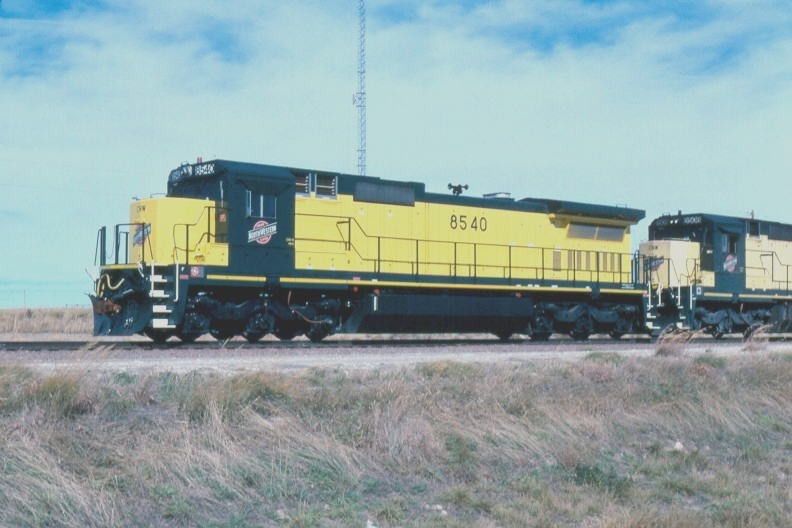
C&NW 8540號機車位於懷俄明州肖尼市

在芝加哥，岩島和太平洋鐵路於1980年3月31日倒閉後，西北鐵路欲收購其從明尼阿波利斯－聖保羅經德梅因至堪薩斯城的約600英里（970公里）的名為“春線”的線路。為此，西北鐵路和“蘇線鐵路”展開了一場奪標戰，最終西北鐵路以9,300萬美元的價格獲勝，1983年6月20日，ICC正式批復同意。該線基礎設施良好，但由於多年來岩島鐵路經濟狀況不良，亦變的年久失修。因此西北鐵路斥資於1984年進行全線改進。工程完成後原芝加哥大西鐵路的奧爾溫至堪薩斯城段被放棄，改使用“春線”承擔堪薩斯城方向的運輸。
1995年4月，西北鐵路和聯合太平洋鐵路正式合併。

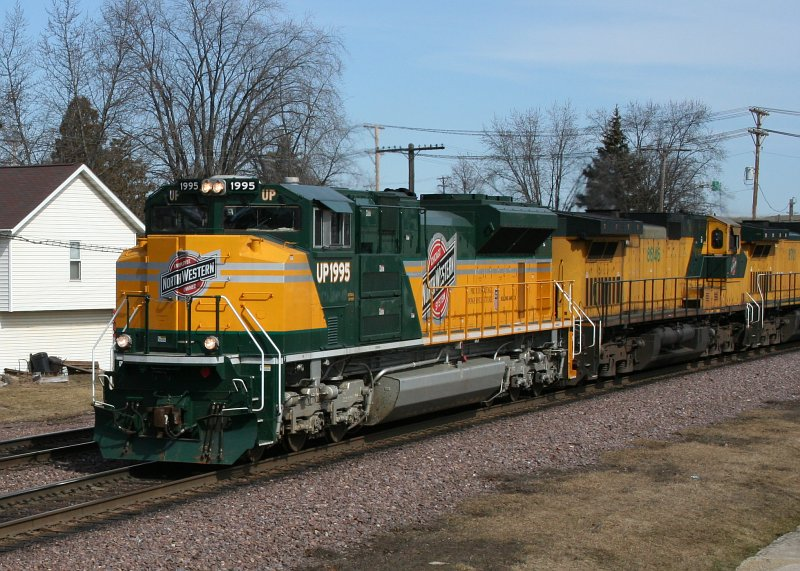
UP1995號機車正在穿過羅謝爾鐵道公園，機車為聯合太平洋“懷舊塗裝”後面兩台Dash 9型機車亦原屬西北鐵路

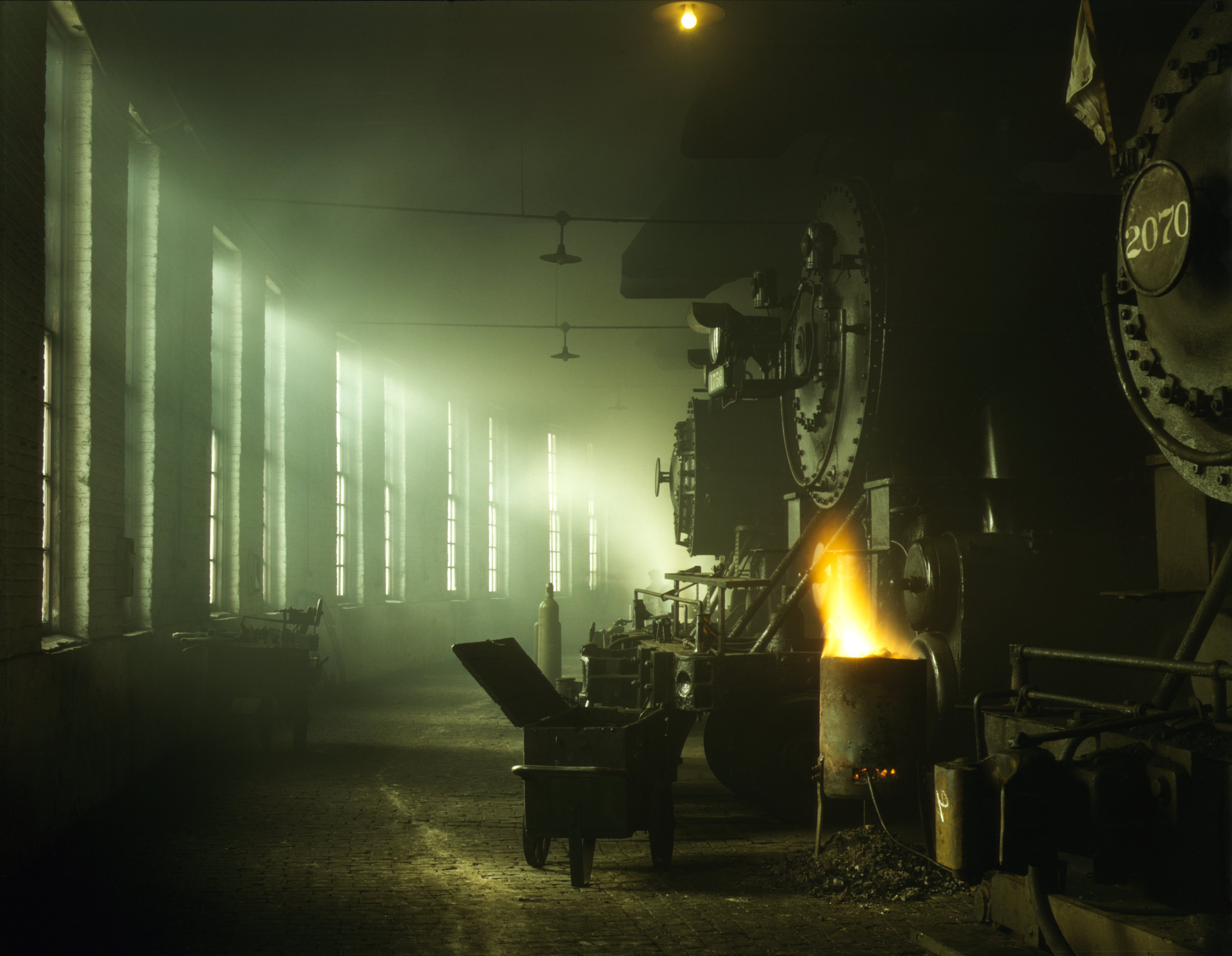
1942年12月，西北鐵路芝加哥扇形車庫內維護保養的蒸汽機車

合併後數年內，原屬西北鐵路的機車依舊保持原塗裝。2011年時，聯合太平洋鐵路車隊內仍有兩台機車同時具有兩者的標誌和代碼，它們是GE9-44 Dash CW型8646和8701。聯合太平洋決定將兩台機車保持現狀繼續使用，直至其發生故障進廠維修並被重新塗裝（北小石城的詹克斯機車廠）或退役。原有許多西北鐵路的機車的標誌，代碼和編號被貼以新鐵路公司的標誌，代碼和編號。約有40台這樣的機車服務於全美各地。此外，其他鐵路公司亦有可能完全保留西北鐵路機車的塗裝。現有1518，411，414（METX 308），4160，和6847保存於伊利諾伊鐵道博物館，4153仍在內布拉斯加州佛瑞蒙的一座穀物倉庫運行，亦有原西北鐵路的GP7型，GP9型和其他機車在廠礦，區間，運轉發揮餘熱。
為了緬懷傳統，聯合太平洋推出了一系列“懷舊塗裝”，數台機車仍保留其原鐵路公司的經典塗裝。原屬西北鐵路的UP1995號機車在位於威斯康星州荷里康的原威斯康星和南方鐵路的機車廠完成塗裝。2006年7月15日，一台EMD SD70ACe型柴油機車亦以西北鐵路方式進行塗裝，並在芝加哥西北車站進行公開展示。西北車站目前為芝加哥通勤鐵路聯合太平洋三線的總站。雖然已被改名為奧格爾維中心車站，但民眾仍以“西北車站”稱呼之。該復古塗裝機車使用在原西北鐵路的路軌上，有時和同樣原屬西北鐵路8646和8701重聯運行

## 鐵路客運

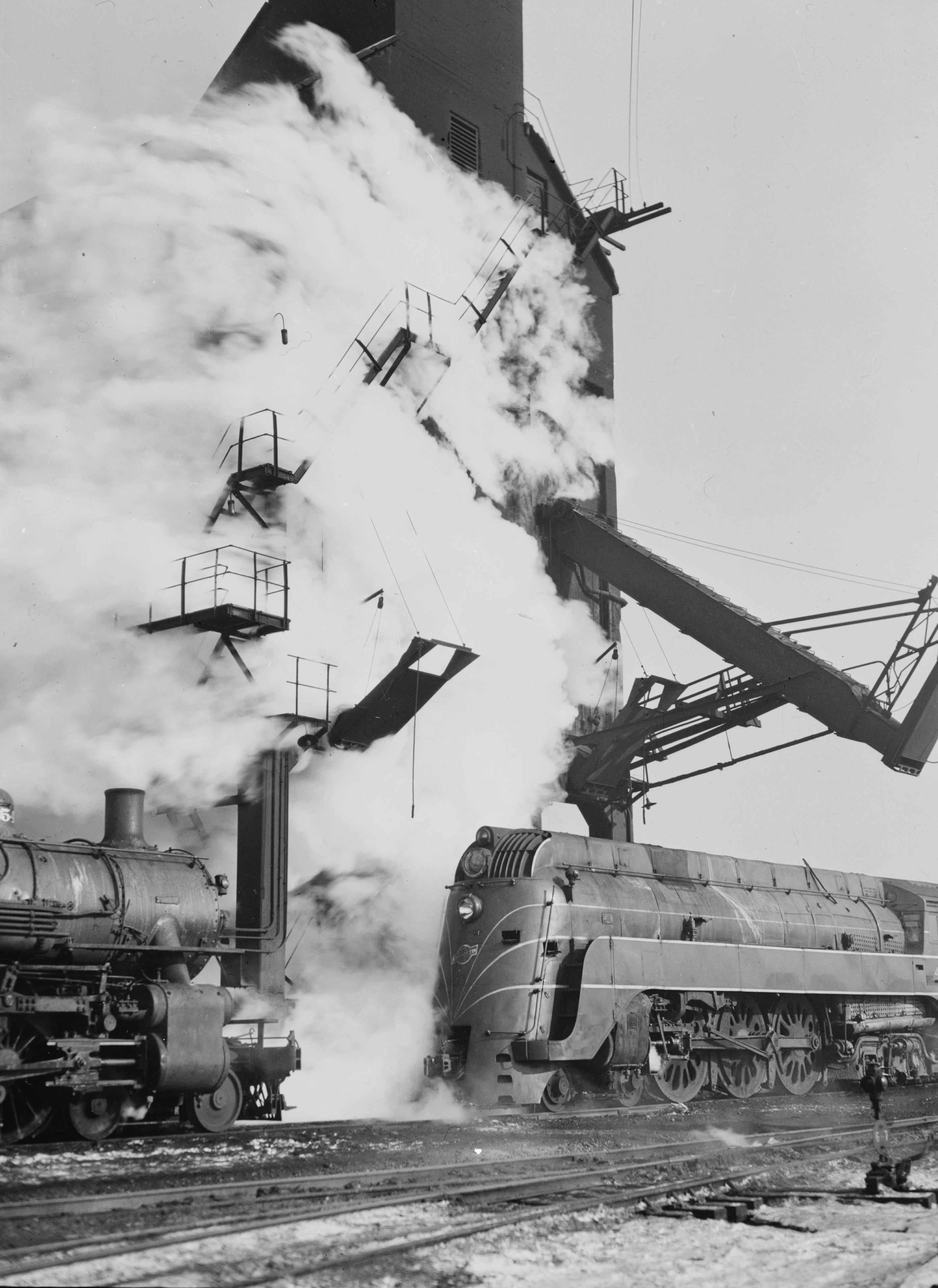
牽引“400系列”列車的芝加哥和西北鐵路E4型蒸汽機車（右）

芝加哥和西北鐵路最有名的列車為“雙城400號”，從芝加哥開往明尼阿波利斯/聖保羅。該列車於1935年開行，和伯靈頓鐵路的“和風”系列及密爾沃基鐵路的“海華沙”系列相競爭。列車以芝加哥和明尼阿波利斯的運營距離（400英里）命名，單程正好需要400分鐘。西北鐵路為首個在芝加哥和明尼阿波利斯區間開行高速列車的公司，但其依舊使用重新整修的舊式車輛。1939年，車輛得以全面更新，開始使用E3型柴油機車和流線型客車。其他著名的列車有“阿什蘭特快”，“德盧斯－蘇必利爾特快”和“西北特快”等。“雙城400號”為首個400系列列車，其他還有“火炬400號”，“羅切斯特400號”，“山谷400號”，“湖畔400號”，“達科塔400號”和“凱特·雪莉400號”。1963年，“雙城400號”停止運營。隨著美國國鐵於1971年成立，西北鐵路所有客運列車宣告停運。
美鐵向西北鐵路購買了一批雙層客運列車，並以“三代塗裝”的模式噴塗。目前已經全部退役。
西北鐵路亦和聯合太平洋鐵路，南太平洋鐵路等合作開行一系列長途旅客列車。如陸上特快，洛杉磯城號，舊金山城號，丹佛城號，以及挑戰者號等，這些列車在芝加哥亦停靠西北鐵路的總站西北車站。該業務於1885年開始，1955年，由於西北鐵路路軌年久失修，其他私鐵商轉而和密爾沃基鐵路合作，西北鐵路的長途聯運列車正式終結。

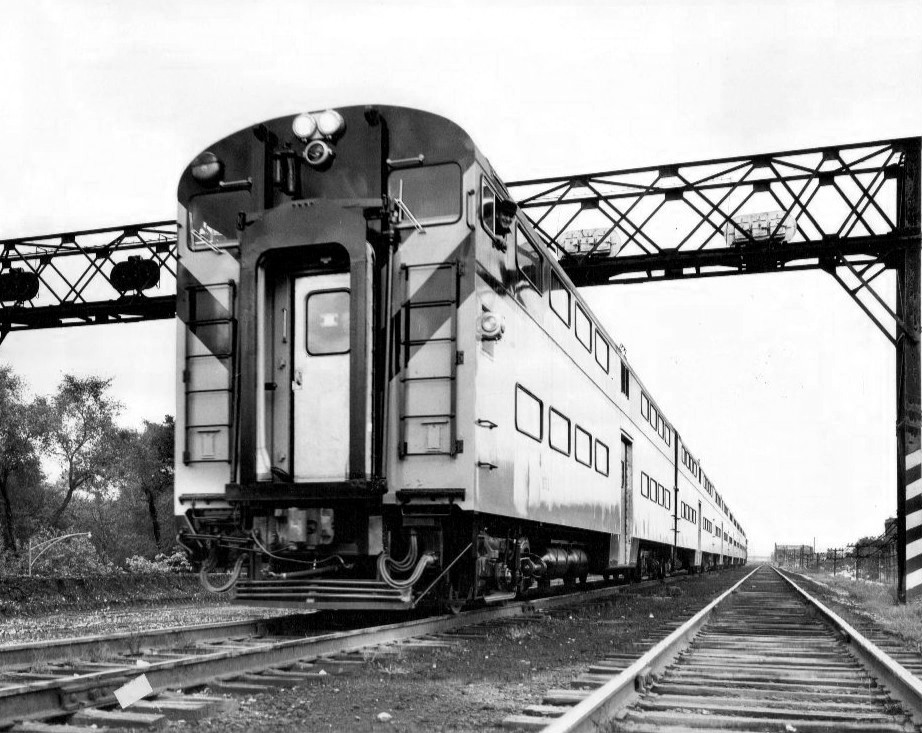
西北鐵路通勤列車的帶司機室控制車，攝於1968年。此類型的客車被美國國鐵採購繼續使用

此外，西北鐵路亦經營芝加哥地區的通勤鐵路。據推測西北鐵路亦是首家採用帶司機室控制車（cab car）的廠家。1960年起西北鐵路使用帶司機室的雙層客車，使得車組在遠離機車的另一端亦可操縱車輛，類似推拉操作無需換向。該車目前收藏於伊利諾伊鐵道博物館。西北鐵路亦是“前端供電系統”（Head End Power）的先驅，其機車直接輸出480V電力用於客車空調，照明和暖氣。該設備後來在美國鐵路客運中普及。
西北鐵路所有的通勤列車線都從西北車站開出，分别为联合太平洋北线、西北线和西线。上述三線至今仍由Metra運營。此外，西北线還伸出一條支線前往威廉姆斯灣和威斯康星州的日內瓦湖，但自1970年代後該支線截短至伊利諾伊州里士滿。
1974年，通勤鐵路的義務和權利以及使用車輛轉交給新成立的伊利諾伊地区交通局（RTA），1983年，全部通勤鐵路重組為Metra。RTA和西北鐵路簽訂“購買服務合同”，由RTA出錢，西北鐵路負責線路的維護和列車的運營。在西北鐵路被聯合太平洋鐵路收購後，該合同被聯合太平洋鐵路繼承至今。
目前的通勤三條線路中，日內瓦線延伸至厄爾波恩站，哈弗線麥克亨利支線1979年縮短至環木站，1981年縮短至里士滿站。原聯結嘉吉公司的廠用線亦被廢棄。

### 著名旅客列車

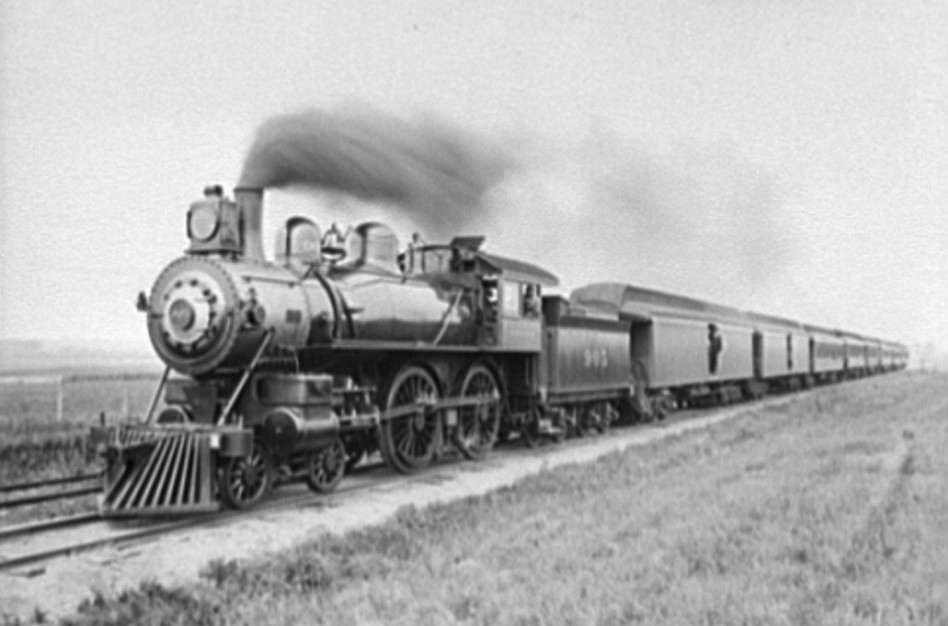
西北鐵路“太平洋快線”為聯合太平洋鐵路“陸上特快”的競爭線路，並提供丹佛前往波特蘭的鐵路客運服務

#### 芝加哥至奧馬哈和西部地區
芝加哥和西北鐵路有數對列車開往奧馬哈方向，並且和聯合太平洋鐵路聯運一些開往西部和太平洋地區的列車。主要列車有：
- 芝加哥－洛杉磯方向：太平洋快線[7][8]，洛杉磯城號流線型列車，猶他N號，洛杉磯特快
- 芝加哥－波特蘭/西雅圖方向：波特蘭城號流線型列車，太平洋快線[7][8]，愛達荷N號
- 芝加哥－舊金山方向：舊金山陸上線路，舊金山城號流線型列車，
- 芝加哥－丹佛：丹佛城號
- 芝加哥－奧馬哈：凱特·雪莉400號

#### 芝加哥至明尼阿波利斯/聖保羅
- 雙城400號
- 北歐海盜號
- 勝利號
- 西北特快

#### 明尼阿波利斯/聖保羅至奧馬哈
- 北美人號
- 蒙達明號
- 夜鶯號

#### 芝加哥至威斯康星州諸城市
- 芝加哥－曼迪遜：首府400號，曼迪遜人號
- 芝加哥－德盧斯/蘇必利爾：德盧斯－蘇必利爾特快
- 通勤者400號
- 密爾沃基城號
- 芝加哥－綠灣：湖畔400號
- 芝加哥－阿什蘭：火炬400號，阿什蘭特快

#### 芝加哥至鐵礦和銅礦產區（北威斯康星和上密歇根州地區）
- 芝加哥－密歇根州梅諾米尼：山谷400號
- 芝加哥－密歇根州伊什珀明：半島400號，銅鐵國度快線

#### 芝加哥至急流市（經南明尼蘇達）
- 明尼蘇達400號，後被達科塔400號取代
- 明尼蘇達和黑山快線
- 羅切斯特－明尼蘇達特別列車，後被羅切斯特400號取代

## 其他

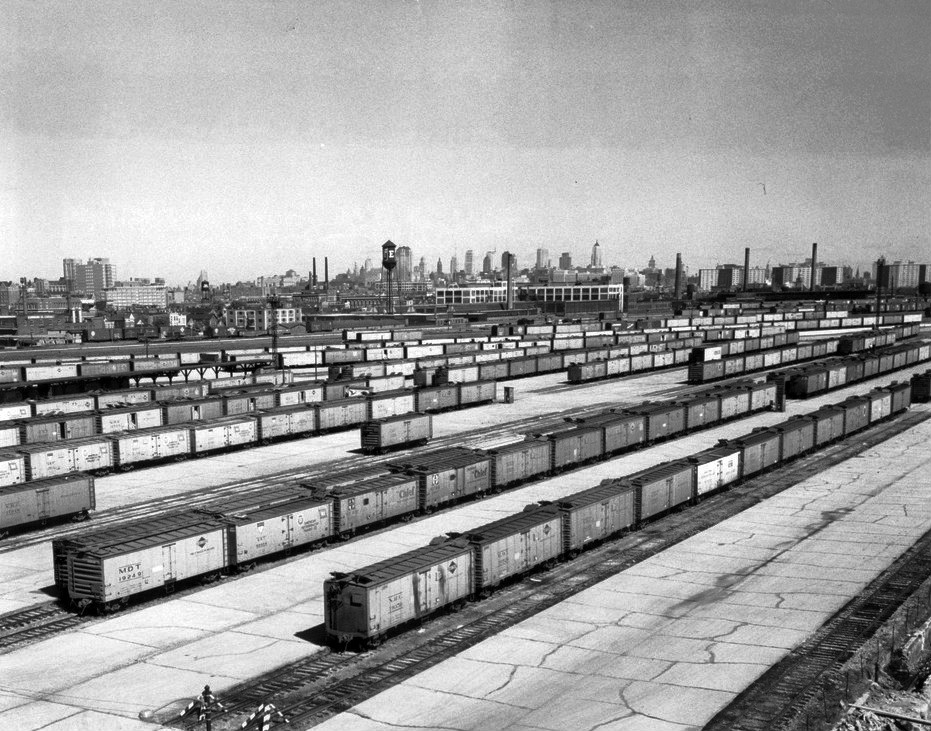
1959年木街“土豆貨場”一景。該貨場主要負責運輸土豆的列車調度

在美國，大部分的鐵路系統雙線路段為“靠右行駛”，即列車行駛在行駛方向右向的軌道上。大部分國家的鐵路行駛方向和道路通行方向一致（中國大陸地區、台湾地区、韩国、法国除外，公路交通為靠右行駛但鐵路為靠左行駛）。芝加哥和西北鐵路是美國極少數雙線路段“靠左行駛”的鐵路之一。根據伊利諾伊州林湖城車站收藏的資料看，該獨特的制度在偶然中創立，並一致被沿用。最初西北鐵路全線為單線鐵路，車站位於上行方向（前往芝加哥方向）的左側，當進行第二線建設時，只能將其至於原線上行右側，以減小對車站的改動。由於沿線大部份車站的旅客是前往芝加哥方向，故上行列車依舊行駛左線，使得乘客不必跨越鐵道線至站房對側月台上車。由於線路，信號和兼容性等原因，西北鐵路一直保留靠左行駛的傳統，合併入西北鐵路的新線亦為此做出改變。
西北鐵路經營者全美最大的“土豆貨場”，亦是全美最大的土豆交易市場，位於芝加哥的木街。西北鐵路發揮其農用線路稠密的特長，將從各地糧倉中的土豆運送至木街貨場進行交易。此外，該處亦是大宗蔬菜的交易中心。

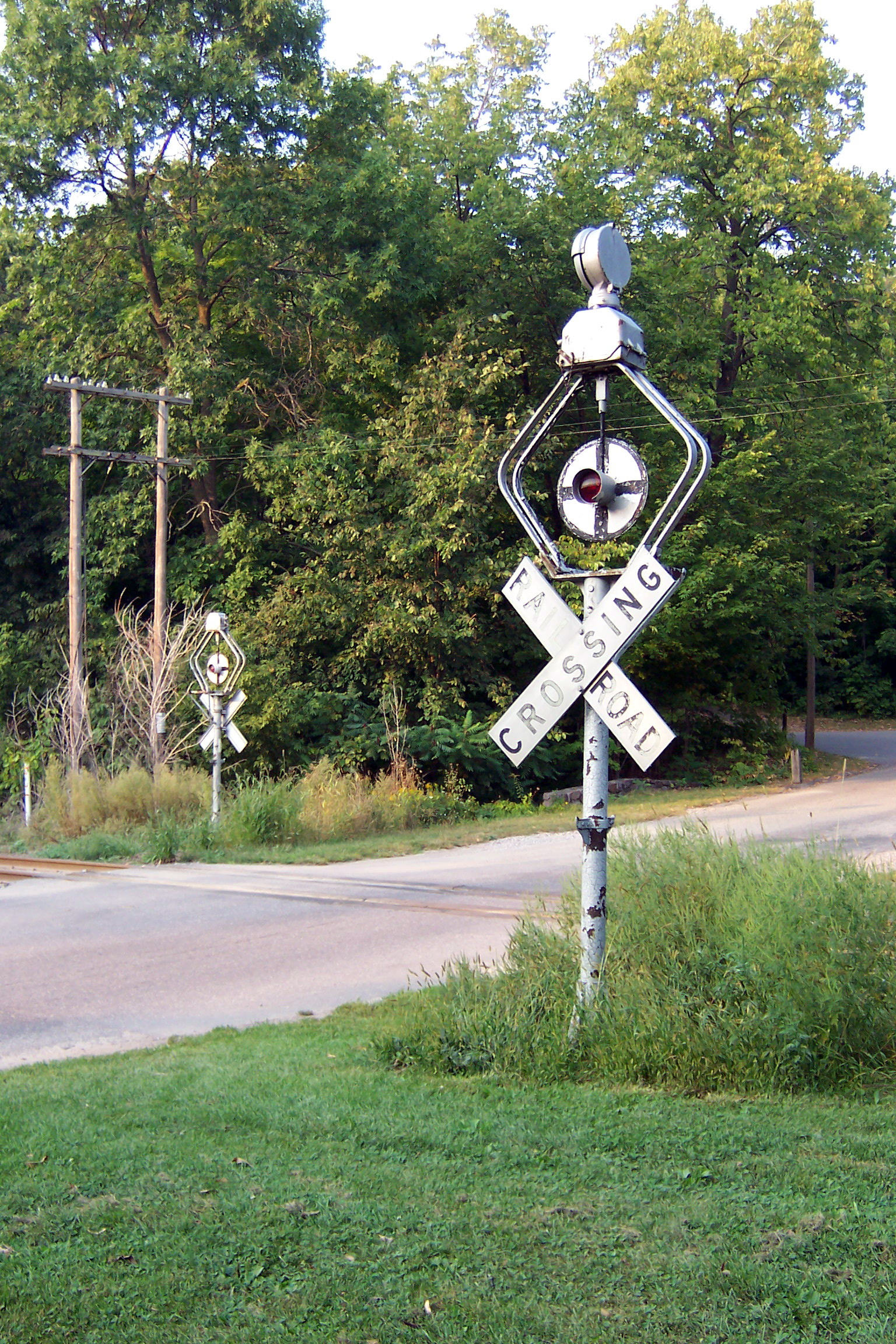
二十世紀西北鐵路道口常見的短竪式搖擺信號機，由西部鐵路配件公司生產

芝加哥和西北鐵路亦有一家子公司，“西部鐵路配件公司”，其於1920至1940年代生產了大量道口搖擺式信號機，並大量裝備西北鐵路的道口。最為普遍的一種為中央短竪式搖擺信號機，其獨特的造型亦成為西北鐵路的一種標誌。1949年後，聯邦鐵道管理局開始升級道口安全設備，這些搖擺信號機慢慢退出歷史舞台，但有些一直沿用到1970年代。其他一些公司亦零星採用，如今在威斯康星州某些廢棄的道口仍然可以看見。
西北鐵路還以大量使用二手設備聞名。西北鐵路的機車廠和維修廠處理大量老舊零件，其代號CNW常被戲稱為“便宜和沒有浪費”（Cheap and Nothing Wasted），有時亦被自家員工調侃為“（車輛）都是紙板車，沒有輪子”（Cardboard and No Wheels）。
牛仔小徑是內布拉斯加州境內原西北鐵路廢棄後改造而來的一條鐵路遺跡小徑，從沙德倫到諾福克，全場321英里，目前正在整修中。
目前，芝加哥和西北鐵路歷史學會共有3000名會員。

## 著名雇員
- 查爾斯·英格勒，南達科塔州迪斯梅特人，作家蘿拉·英格斯·懷德之父
- 卡爾·英戈爾德·雅各布森，洛杉磯市人，1925-1933洛杉磯市議員

## 外部連結
- 芝加哥和西北鐵路歷史網路社區 （页面存档备份，存于）
- 北美鐵路系譜和發展圖 （页面存档备份，存于）